# Czarnobóg i Białobóg

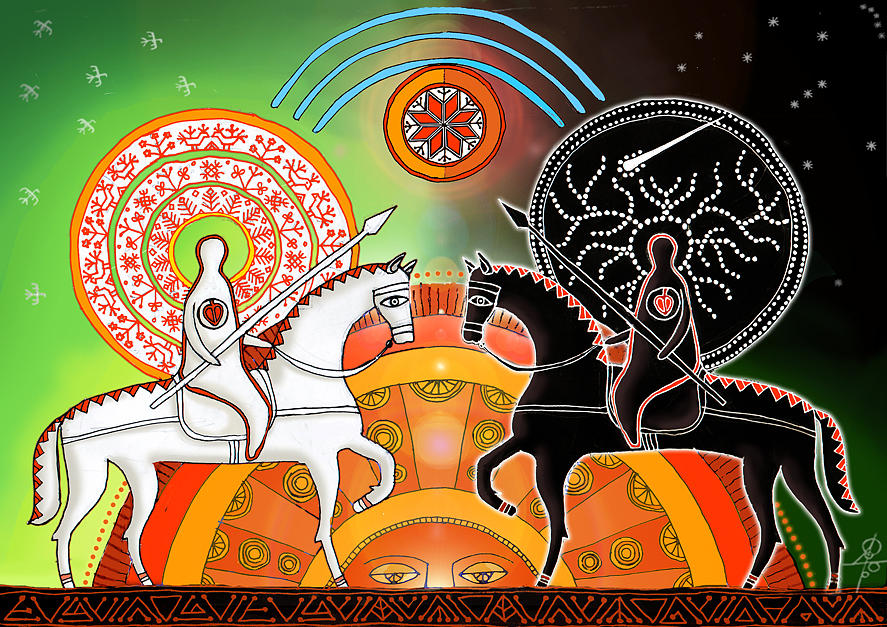
Dzień i Noc, współczesne wyobrażenie Białoboga i Czarnoboga, Maksim Suchariew.

Czarnobóg i Białobóg – domniemana para bóstw połabskich. Czarnobóg pojawia się w Kronice Helmolda, jako bóg niepomyślności czczony przez Wagrów i Obodrytów, natomiast Białobóg nie zostaje wymieniony – został on zrekonstruowany na zasadzie opozycji do Czarnoboga. Obaj bogowie pojawią się też w późniejszych źródłach, lecz nie uznawane są one za wiarygodne. Badacze nie są zgodni co do statusu Czarnoboga i Białoboga: wielu badaczy uznaje autentyczność tych teonimów i tłumaczy ich np. jako bogów dobra i zła, z drugiej strony wielu badaczy uważa, że są oni pseudobóstwami, a czarnobóg pierwotnie mógł oznaczać ‘zły los’, a następnie skojarzony z chrześcijańskim diabłem.

## Źródła
W zapiskach łacińskich teonim ten zapisywany jest jako Zcerneboch lub zcerneboth.
Niemiecki mnich i kronikarz Helmold, który towarzyszył w misjach chrystianizacyjnych przeciwko Słowianom połabskim, w swojej Kronice Słowian opisuje kult Czarnoboga:

Panuje zaś wśród Słowian dziwaczny zabobon: w czasie uczt i pijatyk podają sobie wkoło czaszę, w którą imieniem boga dobra i zła składają słowa – nie powiem poświęcenia, lecz przekleństwa. Wierzą bowiem, że losem pomyślnym kieruje dobry bóg, wrogim zaś – bóg zły. Dlatego owego złego boga nazywają w swoim języku Diabłem, czyli Czarnebogiem, to znaczy bogiem czarnym.

– Helmold, Kronika Słowian

Białobóg nie pojawia się w żadnych wiarygodnym źródle – został on odtworzony na zasadzie opozycji do Czarnoboga.

### Źródła późniejsze
Następne źródła mówiące o Czarnobogu i Białobogu pojawiają się dopiero w XVI wieku. Około roku 1530 bogów wspomina w swojej kompilacji dominikański mnich z Pirna Johan Lindner. Mimo że mieszkał w regionie łużyckim lub w jego pobliżu to najprawdopodobniej korzystał tylko ze źródeł pisanych i opowieści klasztornych, a nie z badań terenowych, przez co jego twórczość została szybko uznana za niewiarygodną np. przez Georga Fabriciusa czy Piotra Albinusa. Uważali, że mimo iż jego źródła są liczne i różnorodne, to wykorzystywał je bezkrytycznie. Pod koniec XVII wieku Abraham Frencel w swojej liście bogów łużyckich także wymienia Czarnoboga. Tę informację również uważa się za niewiarygodną ponieważ powstała późno, kiedy łużyckie pogaństwo prawdopodobnie całkowicie wymarło, a około połowa wymienionych przez niego bogów jest pochodzenia pruskiego .
W 1538 r. pomorski kronikarz Tomasz Kantzow w swojej Kronice Pomorza pisze:

Wcześniej opisałem wszystkie rodzaje wiarołomstwa i bałwochwalstwa, w które byli zaangażowani przed nastaniem Cesarstwa Niemieckiego. Wcześniej ich sposób postępowania był podobno jeszcze bardziej pogański. Stawiali swoich królów i panów, którzy dobrze rządzili, ponad bogami i czcili tych ludzi [jako bogów] po ich śmierci. Ponadto czcili słońce i księżyc, a wreszcie dwóch bogów, których czcili ponad wszystkich innych bogów. Jednego z nich nazywali Bialbug, czyli biały bóg; uważali go za dobrego boga. Drugiego zaś nazywali Zernebug, to jest bóg czarny; uważali go za boga, który szkodzi. Dlatego czcili Bialbuga, ponieważ czynił im dobro i aby mógł je nadal czynić. Zernebuga zaś czcili, aby im nie szkodził. Zernebugowi składali ofiary, bo wierzyli, że nie ma lepszego sposobu, by go ułagodzić, niż krew ludzka, co jest prawdą, gdyby tylko widzieli to we właściwym świetle: Zernebug nie szuka niczego innego, niż śmierci ciała i duszy człowieka.

– Tomasz Kantzow, Kronika Pomorza

Następnie Sebastian Münster, w Cosmographiae universalis z 1550 r. opisuje obrzęd żniw związany ze Świętowitem i dalej pisze: „Ogólnie rzecz biorąc, oni (Rugianie) czcili dwóch bogów, mianowicie Belbucka i Zernebucka, jak białego i czarnego boga, dobrego i złego geniusza, Boga i Szatana, jako źródło dobra i zła, zgodnie z błędem Manichejczyków”. Utwory Kantzowa i Münstera najprawdopodobniej są niezależne od siebie (różne formy zapisu imienia Białoboga, Kronika Pomorza powstała jako pierwsza, ale została wydana dopiero w XIX w.), ale korzystają ze wspólnego źródła, którym, według Mirosławy Znajenko, mogło być archiwum opactwa Białoboki, gdzie sfalsyfikowano, dorobiono Białoboga. Daniel Cramer, teolog i profesor ze Szczecina, prawdopodobnie miał w rękach kronikę z tego archiwum lub znał cytat, ponieważ w swojej Kronice parafrazuje prawdopodobnie jej część :

Klasztorowi temu (mnisi założyciele) nadali nazwę Belbug, poprawniej Bialbuck, co w języku Wenedów oznacza dosłownie „biały bóg”, aby dać [Słowianom] do zrozumienia, że w przeciwieństwie do ich (Słowiańskich) pogańskich przodków, chrześcijanie nie znali żadnego czarnego boga. Nazwa [Belbug] dobrze pasuje również do ubioru pramonstratenów, którzy [zawsze] chodzili ubrani na biało.

– Daniel Cramer, Pommerisches Kirchen-Chronicon

Czarnobóg pojawia się także w anonimowym Historia Caminensis jako bóg Wandalów, które bazuje na utworze Münstera (oba utwory mówią o „błędzie Manichejczyków”). Czarnobóg i Białobóg pojawiają się także w innych, pomniejszych tekstach .

## Interpretacje
W środowisku naukowym nie ma zgody co do statusu Czarnoboga i Białoboga w mitologii Słowian, ani co do tego czy obaj bogowie w ogóle istnieli w mitologii słowiańskiej. Część badaczy całkowicie odrzuca istnienie Białoboga z powodu jego niewystępowania w źródłach. W nauce wykształciły się co najmniej cztery poglądy:
1. Czarnobóg to epitet szatana, a Białobóg powstał wtórnie w późniejszej literaturze
2. Czarnobóg i Białobóg to bóstwa słowiańskie (teonimy właściwe lub epitety innych bóstw)
3. Czarnobóg i Białobóg to nazwy postaci chrześcijańskich o genezie przedchrześcijańskiej
4. Czarnobóg i Białobóg to pseudobóstwa, nie istniały ani w słownictwie chrześcijańskim ani w słownictwie pogańskim

### Jako bóstwa
Informacja Helmolda spowodowała, że w XIX w. powstała koncepcja wedle której w religii słowiańskiej miał występować dualizm, który dotarł do Słowian od Irańczyków (Scytów, Sarmatów lub bogomiłów); Czarnoboga i hipotetycznego Białoboga porównano do Arymana i Ormuzda – odwiecznych wrogów. W takim duchu Czarnoboga zinterpretował Aleksandr Hilferding. Później Aleksandr Afanasjew i Andriej Faminstyn uznali, że wschodnim odpowiednikiem Białoboga ma być Belun (duch polny). Żaden z tych badaczy nie uznawał jednak dualizmu za ważny element religii Słowian, taki pogląd wyraził dopiero Nikołaj Kwasznin-Samarin w swojej amatorskiej pracy Очерке славянской мифологии (1872), jednak jego praca nie uznawana jest za ważną. Franciszek Sławski w Słowniku prasłowiańskim rekonstruował prasł. ‎*bělъ bogъ ‘białe, jasne bóstwo’ oraz prasł. dial. ‎*čŕ̥nъ bogъ ‘czarne bóstwo, bóstwo ciemności’, dla tego ostatniego głównym poświadczeniem ma być podanie Helmolda. Za takim dualizmem optował np. Aleksander Gieysztor, Wiaczesław Iwanow i Władimir Toporow uznali Czarnoboga za boga przynoszącego nieszczęścia. Niektórzy autorzy próbowali dowieść kultu Czarnoboga przy pomocy nazw gór Czorneboh i Bieleboh w Górnych Łużycach, na których rzekomo mieli być czczeni bogowie, lecz nazwy te powstały dopiero w epoce nowożytnej z powodu popularności bogów w kulturze tamtych rejonów . Przy rozważaniach o autentyczności boga jako argumenty wymienia się też nazwy miejscowości, które mają nawiązywać do Czarnoboga, np. wieś Czernobożje w Rosji czy wieś Czarnobożna na Ukrainie, również sąsiadujące ze sobą wsie Czernikowice i Bielbożyce w Czechach mają być dowodem na prawdziwość kultu Czarnoboga i Białoboga .

### Jako pseudobóstwa
Z kolei Andrzej Szyjewski uznał Czarnoboga za pejoratywny epitet diabła, Stanisław Urbańczyk stwierdził:

Prawdopodobnie Helmold słyszał coś o wierze Słowian w złośliwe duchy, w personifikowaną dolę, połączył to z wyobrażeniami chrześcijańskimi, które zresztą mogły już wcześniej między Słowian przenikać. Takie jest, moim zdaniem, jądro jego opowieści; ze związków z Irańczykami trzeba w tym wypadku zrezygnować, bo podstawy są za kruche. Nazwą słowiańską złych duchów były wyrazy bies i czart; jaskrawo to różne od Czarnoboga.

Jego pogląd poparł Jerzy Strzelczyk. Czarnobóg miał być personifikacją złego losu także według Martina Pitro i Petra Vokáč i Stanisława Rosika.
Szereg badaczy jednak krytycznie odnosi się do uznania Czarnoboga za bóstwo. Aleksander Brückner zanegował istnienie Czarnoboga (i Białoboga) w religii słowiańskiej i stwierdził, że Czarnobóg powstał pod wpływem chrześcijaństwa, w tym średniowiecznych przedstawień diabła jako czarnego demona i porównał go do rzekomego pruskiego boga Pikulasa, który ostatecznie wywodzi się od polskiego słowa piekło. Pogląd wsparł np. Henryk Łowmiański.
Rozbudowanej analizy Czarnoboga i Białoboga dokonał Michał Łuczyński. Wskazuje on przede wszystkim, że słowiański materiał językowy pozwala na stwierdzenie, że słowa typu czarny bóg i biały bóg mają zasięg ogólnosłowiański i pochodzenie prasłowiańskie. Poświadczenia czarnego boga to słowiń. čǻrnï bȯ́u̯g ‘diabeł’, śl. Czorny Bóg ‘zły duch, diabeł’, oraz nazwy własne: ros. Czernobożje, ukr. Czernobożna i serb. Černobožeskij gorodok; poświadczenia białego boga to słowiń. bjǻu̯lï bȯ́u̯g ‘Bóg’, śl. Bioły Bóg ‘dobre, przyjazne człowiekowi bóstwo; dobry duch’, serb. dial. bel(i) bog ‘dola’, bułg. dial. bjal bog ‘szczęście, powodzenie’, oraz nazwy własne: cz. Bělbog, Bělbožice, ros. Biełyje bogi, Biełowożskij monastyrʹ, niem. Belboh, Belbog, Belbuk i inne. Według niego powyższy materiał skłania do przyjęcia że: słowa czarny i biały użyte w wyrażeniach zostały użyte w ich metaforycznym znaczeniu, kolejno ‘zły’ i ‘dobry’, a słowo bóg zostało użyte w jego abstrakcyjnym znaczeniu ‘los, szczęście, dola’. W związku z czym prasł. ‎*cŕ̥nъ bogъ oznaczało ‘zły los’, a ‎*bělъ bogъ ‘dobry los’ i takie było ich oryginalne znaczenie. Dowodem na taką etymologię są analogie, np. pol. czarna dola, serb. crna sreća, crna sudbina, chorw. crna sudba ‘zły los’. Następnie określenia te przeszły w nazwy osobowe i służyły do określenia Boga/Jezusa i diabła jako postaci odpowiadających za dobry los i zły los. W związku z tym uznaje Helmoldowego Czarnoboga za pseudobóstwo, który został błędnie rozpoznany przez współczesnych badaczy za bóstwo z powodu kalkowania przez Helmolda czarnego i białego boga do języka łacińskiego jako niger deus i bonus deus co sugeruje, że bóg = deus,  a nazwy osobowe ‎*Čŕ̥nobogъ ‘diabeł’ i ‎*Bělobogъ ‘Bóg, Jezus Chrystus’ za neologizmy semantyczne należące do chrześcijańskiego kręgu kulturowego, nie pogańskiego, za terminy religijne, nie mitologiczne, na co może wskazywać dodatkowo toponimia (chrześcijańskie miejsca kultu w Bielboh i Biełowożskij monastyrʹ).

## W kulturze popularnej

### W produkcjach Disneya

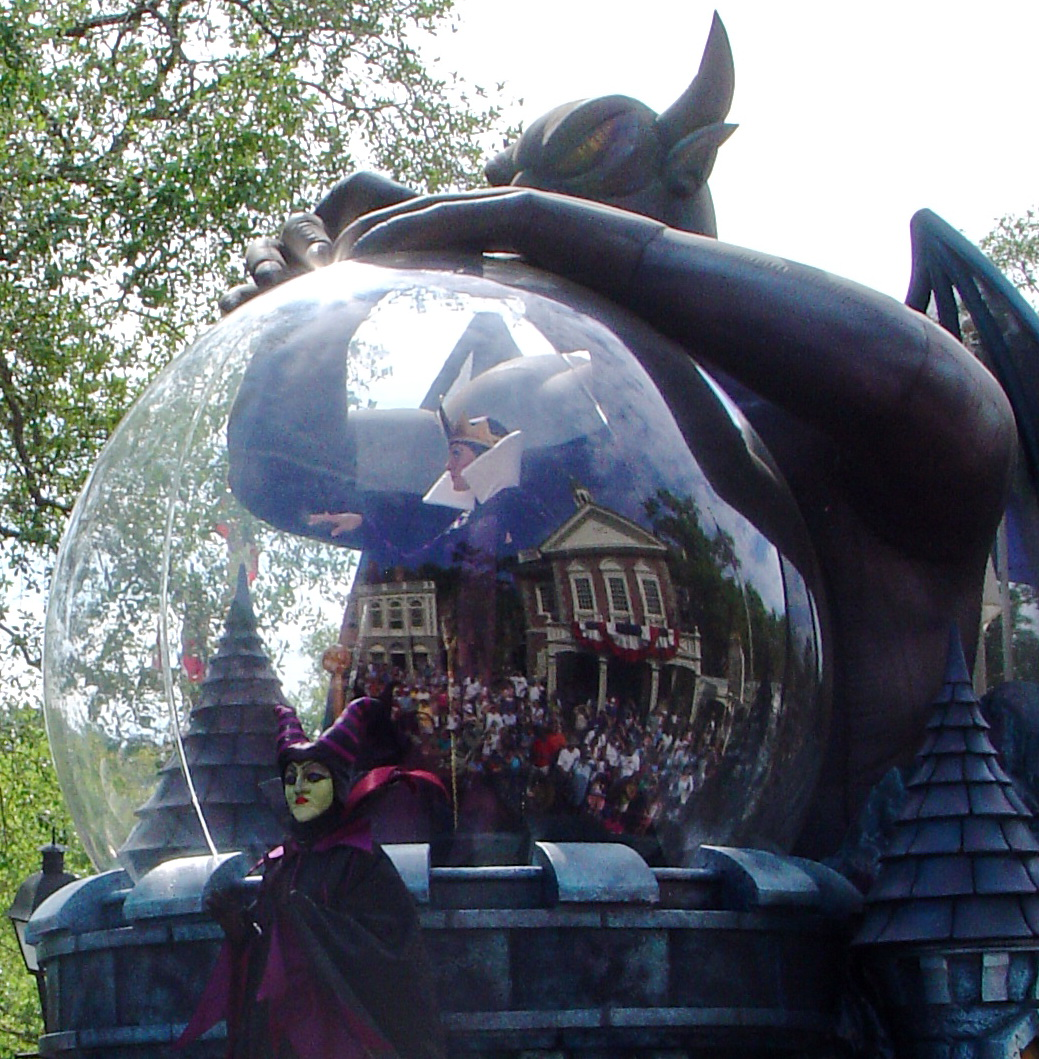
Czarnabog i Maleficent.

Czarnobóg pojawia się w poemacie symfonicznym Noc na Łysej Górze rosyjskiego kompozytora Modesta Musorgskiego. Przedstawiany jest tam jako skrzydlaty demon wzywający dusze zmarłych. Na tym dziele oparty został jeden z segmentów Fantazji (1940) wytwórni Walta Disneya. Disney nazywał Czarnaboga „Diabłem we własnej osobie”. W 2015 roku zapowiedziano pełnometrażowy film aktorski na podstawie tego segmentu. Od czasów Fantazji Czarnabóg pojawia się w wielu produkcjach Disneya:
- Fantazja 2000 (1999) – kontynuacja filmu z 1940 r.; Czarnabog pojawia się w odniesieniach do pierwszego filmu[34]
- Café Myszka (2001-2003) – gościnnie w jednym z odcinków wraz z innymi postaciami z Fantazji[33]
- Myszka Miki (od 2013) – w odcinku Mecz o wszystko jako przeciwnik Myszki Miki. W odcinku Halloween z Mikim: Historia Straszliwa widoczny w tle podczas napisów wstępnych
- Kingdom Hearts (2002) – jako boss podczas Końca Świata[33]
- Kingdom Hearts 3D: Dream Drop Distance (2012)[34]

### Filmy i seriale
- Dawno, dawno temu (2011-2018) – pojawia się w odcinku Ciemność na skraju miasta[33]
- Amerykańscy bogowie (2017-2021) – serial stworzony na podstawie powieści o tej same nazwie; jeden z bogów słowiańskich, grany przez Petera Stormare’a
- Czarnobóg pojawia się w serialu Wiedźmin. Jest tam przedstawiony jako skrzydlaty potwór[35]

### Książki i komiksy
- Walter Scott: Ivanhoe (1820) – Zernebock przedstawiony jest jako bóg starożytnych Sasów[36]
- Seria Heirs of Alexandria(inne języki) (od 2002) – jako antagonista
- S.M. Stirling: The Peshawar Lancers(inne języki) (2002) – akcja rozgrywa się w 2025 roku, 147 lat po deszczu meteorytów jaki zniszczył Ziemię. Rosjanie uważając, że Bóg i Jezus porzucili świat, zaczęli czcić Czarnoboga
- Czarnobóg występuje jako bóg chaosu, ciemności i nocy w panteonie bałtosłowiańskim w uniwersum Marvela[37]. Jest członkiem Winter Guard – grupy rosyjskich superbohaterów

### Gry komputerowe
- Blood (1997) – jako Tchernebog, główny antagonista – „zakrwawiony, rogaty Mroczny Bóg o potwornym wyglądzie”
- Crusader Kings II (2012) – w dodatku Monks and Mystics w przypadku gdy gracz gra jako pogański władca słowiański, pojawia się Czarnobóg jako „satanistyczny” bóg, czczony przez sektę „zimnokrwistych”
- Smite (2014) – jako grywalna postać dodana w aktualizacji w maju 2018 r. Jest także pierwszym bogiem ze słowiańskiego panteonu w tej grze[38]